# Hippidion principale
Hippidion principale é uma espécie de cavalo fóssil do Pleistoceno da Argentina, Bolívia e Brasil.